# Митний контроль
Митний контроль  - сукупність заходів, що здійснюються з метою забезпечення додержання норм Митного кодексу України, законів та інших нормативно-правових актів з питань митної справи, міжнародних договорів України, укладених у встановленому законом порядку (п.24 ч.1 ст.4 Митного кодексу  України .
В інтерпретації оновленої Кіотської конвенції митний контроль (customs control)  - сукупність заходів, що здійснюються митною службою з метою забезпечення дотримання митного законодавства . 

## Етимологія
Контроль (фр.,controle, від подвійний список): 1. Перевірка, облік, спостереження за чим-небудь. 2. Установи, особи, що перевіряють діяльність будь-якої іншої організації або відповідальної особи, звітність тощо. 3. Заключна функція управління .
Слово «митний» вказує на сферу управління в якій здійснюється цей вид державного контролю.

## "Митний контроль", як правова категорія
Науковці розглядають «митний контроль»  в різних аспектах: як засіб проведення в життя митної політики; як засіб адміністративно-примусового характеру; як попереджувальний та запобіжний захід; як один із видів митної діяльності , як один із компонентів загального митного режиму   та ін. тощо.

## Історія розвитку правового регулювання митного контролю в Україні
Історія становлення законодавства, покликаного врегулювати організацію та здійснення контрольної діяльності митними установами у складі радянського державного апарату, можемо поділити на такі основні періоди: 1) 1917-1923 рр. – пріоритетність охоронної функції над контрольною; 2) 1924-1927 рр. – рецепція норм митних статутів, запровадження митного нагляду як основного суб’єкта контрольної діяльності; 3) 1928-1963 р. – поступове нівелювання контрольної функції митних установ, зведення її до контролю за дотриманням державної монополії у сфері зовнішньої торгівлі; 4) 1964 р. – перша половина 1991 р. – повна централізація радянських  митних органів та формалізація їх контрольної функції.
Із прийняттям Декларації про державний суверенітет України та проголошенням її незалежності нагальною потребою стало забезпечення територіальної цілісності країни, захист її економічних інтересів. Через прозорість кордонів із колишніми республіками СРСР, недостатнє технічне оснащення митниць, кадрове забезпечення тощо Україна опинилася фактично відкритою для безконтрольного перевезення товарів і переміщення осіб.
У 1991 р. новостворений Державний митний комітет України (далі – ДМКУ) мав у своїй структурі декілька митниць, що знаходилися в непридатних або орендованих приміщеннях, та автомобільні пункти пропуску, деякі з яких були побудовані ще в 50-60-х роках XX ст.
Після проголошення незалежності України перед ДМКУ постало завдання створити умови для здійснення прикордонно-митного контролю [31, с. 25]. Розпочалася робота над МК незалежної держави, який 12 грудня 1991 р. було ухвалено Верховною Радою України. Але цій події передувало прийняття 25 червня 1991 р. Закону України “Про митну справу в Україні”, який “...створив умови для подальшої розбудови митної системи в державі”. Разом із тим варто погодитися із А.П.Павловим, що очевидними були недоліки цього нормативно-правового акта: “...Поза нормами Закону залишилися питання організації та здійснення митного контролю та митного оформлення, декларування товарів і їх пропуску через митний кордон, боротьби з контрабандою та порушеннями митних правил...”.
З ініціативи Верховної Ради України у вересні 1991 р. створюється авторський колектив для підготовки проекту МК, який 4 листопада цього ж року було прийнято вищим законодавчим органом влади в першому читанні. Уже 12 грудня 1991 р. приймається перший МК незалежної України. Він складався з XI розділів, 24 глав і 164 статей. Розділ II МК присвячувався організації, здійсненню та особливим режимам митного контролю (статті 21-36).
Дефініції “митний контроль” у МК не було, але мета його здійснення визначалася – “забезпечення дотримання державними органами, підприємствами та їх службовими особами, а також громадянами порядку переміщення через митний кордон України товарів та інших предметів” (ч. 2 ст. 21).
До організаційних аспектів митного контролю (статті 21-26) у МК було віднесено визначення переліку форм його здійснення, встановлення зон, строку перебування під митним контролем, обов’язку подавати необхідні документи, допускати осіб у приміщення, де знаходяться підконтрольні предмети.
До загальних засад здійснення митного контролю (статті 27-33) законодавець відніс можливість використовувати технічні засоби митного контролю, залучати спеціалістів та експертів, оглядати й переоглядати транспортні засоби, товари й речі, провадити особистий огляд, накладати митне забезпечення, виконувати складальницькі операції з підконтрольними товарами та предметами.
Глава 3 розділу III МК хоча й мала назву “Особливі режими митного контролю”, містила норми, що регулювали пільговий режим митного контролю, який полягає в частковому звільненні на підставі закону від митного контролю: а) окремих державних органів, підприємств, їх службових осіб та громадян; б) військових кораблів і деяких інших морських та повітряних суден; в) особистих речей, переміщуваних через зони (коридори) митного контролю (у такому випадку митна декларація не подається). Пільговий режим митного контрою встановлювався й для предметів міжнародних, іноземних організацій, представництв та осіб, які користуються на території України митними пільгами (гл. 2 розд. IV).
Товари, митне оформлення яких не завершено, можуть зберігатися під митним контролем на митниці, митному ліцензійному складі чи складі підприємства. Порядок такого зберігання, право проводити інвентаризацію, операції з підконтрольними товарами, процедура видачі їх власникові чи законному представникові, встановлювався статтями 85-93.
Таким чином, хоча й не в повному обсязі (не врегульовувалося компетенції посадових осіб митних органів при здійсненні ними митного контролю, не регламентувався механізм здійснення кожної форми контролю, не закріплювався конкретний перелік осіб, на яких міг поширюватися пільговий режим митного контролю тощо), але в МК 1991 р. закладалися передумови для подальшої правовотворчості в галузі митної справи, а процес розбудови системи митних органів отримав новий імпульс.
Одночасно зі створенням у 1991 р. ДМКУ як центрального органу виконавчої влади розпочало функціонувати Управління організації митного контролю, діяльність якого значною мірою вплинула на формування митної політики молодої незалежної держави. У 1992-1993 рр. на виконання Указу Президента України та рішень Кабінету Міністрів України за активної участі фахівців Управління організації митного контролю запроваджено митний контроль на українсько-молдовському, українсько-білоруському та україно-російському державному кордоні. У цей же час розпочато формування митної інфраструктури – мережі митних установ на всій території України. Завершився перший етап формування митної системи України наприкінці 1996 р., для якого характерним був екстенсивний шлях розвитку. Митним контролем було охоплено практично всі зовнішньоекономічні операції, сформовано мережу митних установ і пунктів пропуску, запроваджено декларування транзиту, розпочато роботу по контролю за доставкою вантажів, завершено облаштування пунктів пропуску за тимчасовими, а в окремих пунктах пропуску – за постійними схемами, визначено перелік пунктів пропуску для підакцизних товарів, розроблено низку важливих нормативних документів.
Другий етап розвитку митної системи незалежної України розпочався з прийняттям Президентом України Указу від 29 листопада 1996 р. “Про державну митну службу України”, який дав новий імпульс інтенсивному розвитку митної справи. Був ліквідований інститут територіальних митних управлінь, на базі нерентабельних митниць створені митні пости. У цей період значно скоротилася чисельність самих митних постів, започатковано поступове запровадження чотирьохступеневої технології митного оформлення експортно-імпортних вантажів. Широкого запровадження набула система фінансових гарантій доставки вантажів, вводилися жорсткі обмеження щодо ввезення товарів і предметів фізичними особами, продовжувалося подальше вдосконалення митної інфраструктури. Спільно з Державним комітетом у справах охорони державного кордону України упорядковувалася робота по розміщенню в пунктах пропуску підприємства сервісної інфраструктури – банківські, громадського харчування тощо.
У середині 90-х років XX ст. було визнано: “...Хоча введення в дію Митного кодексу на той час зіграло позитивну роль, ...він уже не відповідає сучасному стану митної справи і, більш того, стримує розвиток господарської та фінансово-банківської діяльності підприємств як на внутрішньому, так і на зовнішньому ринку”. Такий висновок ґрунтується на принципово важливих економічних, політичних, міжнародно-правових чинниках: 1) поза нормами МК залишилися кардинальні питання реформування зовнішньоторгової сфери; 2) не знайшла належного втілення реалізація державної політики становлення й розвитку митної системи; 3) МК уже не відповідав новітньому законодавству про податки, валютне регулювання; 4) вимагали законодавчого закріплення основні напрямки міжнародно-правового співробітництва України у сфері митної діяльності; 5) суттєвих змін зазнала митна система України: майже втричі – з 25 до 70 – зросла кількість митниць, у 5,5 разів – з 49 до 270 – збільшилася чисельність митних постів; 6) і насамкінець, виникла гостра потреба всебічно врахувати в кодифікованому акті з митних питань світову теорію та практику здійснення митної справи . 

## Значення митного контролю
Митний контроль є важливим інструментом регулювання зовнішньоекономічної діяльності і підтримання балансу інтересів країн світового співтовариства. Зараз факторами, які обумовлюють його розширення в Україні, є бурхливе зростання зовнішньоекономічних зв’язків. Митні відносини історично, формуючись на межі дії зовнішніх та внутрішніх факторів, відіграють роль бар’єру щодо ввезення на територію держави товарів, спроможних завдати збитків національній економіці, а також вивезення продукції, яка має стратегічне значення для держави. Значне посилення митного контролю зумовлене і суттєвим збільшенням кількості суб’єктів митних правовідносин як у особі країн світу, з одного боку, так і усієї сукупності підприємств, організацій, приватних осіб, що є суб’єктами зовнішньоекономічної діяльності, – з другого . 

## Функції митного контролю
До основних функцій митного контролю відносять: наповнення державної казни шляхом стягнення мита та інших митних платежів; захист зовнішніх та внутрішніх економічних інтересів держави, національного виробника; реалізація та забезпечення законності і дисципліни учасників митних правовідносин; попередження та припинення порушень митних правил, застосування правових санкцій щодо правопорушників; розробка і запровадження (разом з іншими компетентними органами) механізму зовнішньої та внутрішньої економічної політики . 

## Мета митного контролю
Основна мета митного контролю – перевірка та виявлення за допомогою різних форм контролю відповідності проведених митних операцій та дій митному законодавству; дотримання фізичними та юридичними особами, які беруть участь у митній діяльності, встановлених митних правил і процедур, тобто порядку переміщення через митний кордон України товарів та інших предметів. 

## Принципи здійснення митного контролю
Митному контролю підлягають усі товари, транспортні засоби комерційного призначення, які переміщуються через митний кордон України.
Митний контроль здійснюється виключно митними органами відповідно до цього Кодексу та інших законів України.
Митний контроль передбачає виконання митними органами мінімуму митних формальностей, необхідних для забезпечення додержання законодавства України з питань митної справи.
Митний контроль товарів, транспортних засобів у пунктах пропуску через державний кордон України здійснюється відповідно до типових технологічних схем митного контролю, що затверджуються Кабінетом Міністрів України.
Розклад руху транспортних засобів, що здійснюють регулярні міжнародні рейси, затверджується центральним органом виконавчої влади, що забезпечує формування та реалізує державну політику у сфері транспорту, за погодженням із центральним органом виконавчої влади, що реалізує державну митну політику, та центральним органом виконавчої влади, що забезпечує реалізацію державної політики у сфері захисту державного кордону.
З метою підвищення ефективності митного контролю митні органи взаємодіють з учасниками зовнішньоекономічної діяльності, АЕО, іншими особами, діяльність яких пов’язана із здійсненням зовнішньої торгівлі, та з їх професійними об’єднаннями (асоціаціями).
Для забезпечення здійснення митного контролю митними органами використовується єдина автоматизована інформаційна система митних органів України (Ст.318 МК України) 
Вибірковість митного контролю ( форми та обсяги митного контролю обираються: 1) посадовими особами митних органів на підставі результатів застосування системи управління ризиками; та/або 2) автоматизованою системою управління ризиками. Не допускається визначення форм та обсягів митного контролю іншими органами державної влади, а також участь їх посадових осіб у здійсненні митного контролю (ст.320 МК України) .
Отже, митний контроль здійснюється відповідно до наступних принципів: законності, системності, систематичності, дієвості, гласності. М.к. властиві й специфічні принципи, що відрізняють його від інших видів державної контрольної діяльності, а саме принципу вибірковості, мінімізації митних процедур, безперервності. Зокрема, принцип вибірковості означає, що форми та обсяг контролю при митному оформленні, обираються на підставі результатів системи управління ризиками. Крім того, якщо за результатами застосування системи управління ризиками не визначено необхідності проведення митного огляду товарів, транспортних засобів комерційного призначення, митне оформлення та випуск цих товарів, транспортних засобів за рішенням органу доходів і зборів можуть бути здійснені без пред’явлення зазначених товарів, транспортних засобів  митному органу або з пред’явленням, але без проведення їх митного огляду .
Суб'єктами управлінського впливу при здійсненні митного контролю є працівники відповідних підрозділів митних органів, а об'єктами  - товари та транспортні засоби, які переміщуються через митний кордон України фізичними та юридичними особами..
Митний контроль здійснюється безпосередньо посадовими особами митних органів .  

## Форми митного контролю
До форм митного контролю законодавець відносить: 
- 1) перевірка документів та відомостей, які відповідно до статті 335 Митного Кодексу України надаються  митним органам під час переміщення товарів, транспортних засобів комерційного призначення через митний кордон України;
- 2) митний огляд (огляд та переогляд товарів, транспортних засобів комерційного призначення, огляд та переогляд ручної поклажі та багажу, особистий огляд громадян);
- 3) облік товарів, транспортних засобів комерційного призначення, що переміщуються через митний кордон України;
- 4) усне опитування громадян та посадових осіб підприємств;
- 5) огляд територій та приміщень складів тимчасового зберігання, митних складів, вільних митних зон, магазинів безмитної торгівлі та інших місць, де знаходяться товари, транспортні засоби комерційного призначення, що підлягають митному контролю, чи провадиться діяльність, контроль за якою відповідно до Митного Кодексу та інших законів України покладено на митні органи;
- 6) перевірка обліку товарів, що переміщуються через митний кордон України та/або перебувають під митним контролем;
- 7) проведення документальних перевірок дотримання вимог законодавства України з питань митної справи, у тому числі своєчасності, достовірності, повноти нарахування та сплати митних платежів;
- 8) направлення запитів до інших державних органів, установ та організацій, уповноважених органів іноземних держав для встановлення автентичності документів, поданих митному органу;
- 9) пост-митний контроль (ст. 336 МК України) [11].

## Тривалість перебування під митним контролем
Товари, транспортні засоби комерційного призначення перебувають під митним контролем з моменту його початку і до закінчення згідно із заявленим митним режимом.
У разі ввезення на митну територію України товарів, транспортних засобів комерційного призначення митний контроль розпочинається з моменту перетинання ними митного кордону України.
У разі вивезення товарів, транспортних засобів комерційного призначення за межі митної території України митний контроль розпочинається з моменту пред’явлення товарів, транспортних засобів комерційного призначення для митного оформлення та їх декларування в установленому цим Кодексом порядку.
Граничний строк перебування товарів, транспортних засобів комерційного призначення під митним контролем до моменту поміщення цих товарів, транспортних засобів у відповідний митний режим не може перевищувати 180 календарних днів.
Перебування товарів, транспортних засобів комерційного призначення під митним контролем закінчується:
1) у разі ввезення на митну територію України - після закінчення митного оформлення товарів, транспортних засобів комерційного призначення, що переміщуються через митний кордон України, за винятком митних режимів, які передбачають перебування під митним контролем протягом усього часу дії митного режиму;
2) у разі вивезення за межі митної території України - після здійснення митного оформлення товарів, транспортних засобів комерційного призначення та перетинання ними митного кордону України, за винятком митних режимів, які передбачають перебування під митним контролем протягом усього часу дії митного режиму (ст.321 Митного кодексу України) 

## Місця здійснення митного контролю
Митний контроль здійснюється митними органами в зонах митного контролю . Питання, щодо місць розташування зон митного контролю, порядку їх  створення, розміщення споруд та об’єктів у зонах митного контролю, створених у межах пунктів пропуску через державний кордон Україним, забезпечення законності та правопорядку в зоні митного контролю зон митного контролю,  прав митних органів щодо забезпечення режиму зони митного контролю - регулюються главою 48 Митного кодексу України.
Зони митного контролю  створюються у пунктах пропуску через державний кордон України, на територіях морських і річкових портів, аеропортів, на залізничних станціях та на територіях підприємств, вільних митних зон, митних складів, складів тимчасового зберігання, а також в інших місцях, визначених відповідно до Митного Кодексу України.
Для забезпечення законності та правопорядку під час здійснення митного контролю  в зоні митного контролю встановлюєтся режим зони митного контролю . 